# 上様
上様（うえさま、かみさま、じょうさま）は、いくつかの用法がある尊称である。

## うえさま
「うえさま」と読み、貴人に対する尊称である。
古くは主に天皇を意味したが、室町時代には大名に使われるようになり、江戸時代には征夷大将軍（将軍）のことになった。将軍が観戦する相撲は上覧相撲と呼ばれる。
慶応3年12月9日（1868年1月3日）の王政復古の大号令により江戸幕府最後の将軍徳川慶喜の辞職が認められた翌日の慶応3年12月10日（1868年1月4日）、慶喜は自らの地位を「上様」と宣言した。これは、将軍と幕府がなくなっても引き続き日本を統治するという意志を示したとされる。
松平健は『暴れん坊将軍』で八代将軍徳川吉宗を演じたことから「上様」の愛称がある。

## うえさま・じょうさま
「うえさま」または「じょうさま」と読み、領収書・勘定書などの宛名のかわりに書かれる。
貴人への尊称の「上様（うえさま）」から変化したとされる。
しかしある説では、本来は「上得意（じょうとくい）」「上客（じょうきゃく）」の略で、したがって「じょうさま」が正しいという。この説の真偽は定かではないが、この意味に限り「じょうさま」という読みがある。

## かみさま
「かみさま」と読み、妻の尊称である。古くは貴人の妻に使った。
近世以降は、町家の妻にも使われる。また上方では、隠居した良家の老母に使った。これらの意味では「かみさん」と転訛することが多い。

## ～うえさま
「父上様」「母上様」「兄上様」「姉上様」のように敬称接尾辞として使われ、「～うえさま」と読む。「上」単独でも使われる。